# 加切塔

加切塔（Gachetá）是哥倫比亞的城鎮，位於該國中部，由昆迪納馬卡省負責管轄，距離首府波哥大99公里，始建於1593年4月2日，面積262平方公里，海拔高度1,795米，2005年人口10,199。
4°55′N 73°40′W / 4.917°N 73.667°W